# ムスリム民族統一同盟
ムスリム民族統一同盟（ムスリムみんぞくとういつどうめい、英語: Muslim National Unity Alliance）は、スリランカの左派政党。
2004年4月2日に行われた選挙では政党連合統一人民自由同盟に参加、同連合は全体で225議席中105議席を獲得した。イスラム教社会主義の綱領に基づき、国内におけるイスラム教徒共同体を代表していた。2010年にスリランカ自由党に合流して消滅した。